# 福岡クラシック
福岡クラシック（ふくおか・クラシック）は、2014年に、福岡ソフトバンクホークスが、ダイエーからソフトバンクグループへの球団譲渡10周年と、大阪府から福岡県への本拠移転満四半世紀の記念として、同8月19日・8月20日に福岡ヤフオク!ドームでの埼玉西武ライオンズ戦で行われた、復刻ユニフォーム着用型イベントである。

## 概要
これ以前からも、ソフトバンク球団は、西鉄クリッパース→西鉄（→太平洋クラブ→クラウンライター）ライオンズとして1950年の創部から29シーズンにわたり福岡県を本拠地としていた西武球団の協力を得て、西武球団が西武ドーム（2015年　西武プリンスドーム）での主管試合にて、2008年から毎年夏季に実施している「ライオンズ・クラシック」と題したライオンズの復刻ユニフォームイベントに合わせる形で、ソフトバンクの本拠地で行われる試合においても復刻版ユニフォームを着用して乗り込む試合が行われてきた（当該項参照）。
特に2008年の第1回「ライオンズ・クラシック」の期間においては、7月15日開催の試合を西日本鉄道の全面的な協力・協賛による「西鉄メモリアルデー」と銘打って、池永正明と和田博実のバッテリーによる始球式を行い、その後ソフトバンクをビジターに招いた第1回「ライオンズ・クラシック」の最終シリーズ・第5章では「伝説となった平和台」というテーマが組まれた。
2014年度は、ソフトバンク球団が、1989年に南海電鉄からダイエーに球団譲渡の上で福岡県に本拠地を移して四半世紀、更に2005年にダイエーからソフトバンクグループに球団譲渡されて10周年の節目に当たることから、8月18日に大阪府では26年ぶりの主管試合となる京セラドーム大阪での開催を含めた3連戦を「ソフトバンクホークス10thシリーズ」として開催し、福岡で行われた後半2日間を、ソフトバンクの選手は1989年から1992年の平和台野球場最終シーズンまで使われたダイエーとしての初代ホーム用ユニフォーム（白地）、西武は埼玉県に本拠を移した1979年から1995年に着用した西武としての初代ビジター用ユニフォーム（青地）を着用して開催した。またこのイベントに際して、福岡ヤフオク!ドームの電光掲示板の表示も、平和台球場時代のスコアボードを模したもので行った。
これに先駆け、西武主管・西武ドーム開催の同6月27日から6月29日の試合にて実施された「ライオンズ・クラシック2014」においても、同じ復刻ユニフォーム着用型イベントを実施した。